# Psychotria kikwitensis
Psychotria kikwitensis là một loài thực vật có hoa trong họ Thiến thảo. Loài này được De Wild. miêu tả khoa học đầu tiên năm 1924.